# Злочиначки умови (16. сезона)
Злочиначки умови (engl. Criminal Minds) је америчка криминалистичка драмска телевизијска серија која прати рад Јединице за анализу понашања (ЈАП-а) (engl. Behavioral Analysis Unit - BAU) чије је седиште у Квантику у Вирџинији. Серија се разликује од других серија те врсте по томе што се више усредсређује на злочинца него на сам злочин. Серију је продуцирала продукција The Mark Gordon Company у сарадњи са телевизијским студијима CBS и ABC. Серија је првобитно названа Квантико, а пробна епизода је снимљена у Ванкуверу.

## Опис
Шеснаеста сезона серије Злочиначки умови је емитована на каналу CBS од 24. новембра 2022. до 9. фебруара 2023. Сезона, сада са поднасловом Еволуција, прати чланове Јединице за анализу понашања (ЈАП-а) док се суочавају са мрежом серијских убица изграђеном током пандемије Ковида 19. „Еволуција“ служи као оживљавање серије након што је њено првобитно емитовање на CBS-у завршено две године раније.
Сезона је премијерно приказана 24. новембра 2022. на Paramount+ у САД-у и на Disney+ у другим регионима 25. новембра 2022. У јануару 2023. године, Еволуција је обновљена за још једну сезону.

## Улоге

### Главне
- Џо Мантења кao Дејвид Роси
- А.Џ. Кук кao Џенифер Џаро
- Кирстен Вангснес кao Пенелопи Гарсија
- Ејша Тајлер као Тара Луис
- Адам Родригез као Лук Алвез
- Паџет Брустер као Емили Прентис

### Епизодне
- Рајан-Џејмс Хатанака као Тајлер Грин (епизоде 3−7, 9−10)
- Зек Гилфорд као Елијас Војт

## Епизоде
| Бр. еп. (укупно) | Бр. еп. (у сезони) | Наслов                  | Редитељ         | Сценариста        | Премијера          |
| --- | ------------------ | ----------------------- | --------------- | ----------------- | ------------------ |
| 325 | 1                  | "Тек смо почели"        | Нелсон Мекормик | Ерика Месер       | 24. новембар 2022. |
| Када је тинејџерка отета из свог дома у Бетесди у Мериленду, а њени родитељи побијени, ЈАП верује да је исти починилац побио четворочлану породицу у Александрији у Вирџинији. У међувремену, Луисова истражује неколико тела која су пронађена у контејнеру за складиштење у округу Јакима у Вашингтону, а развој догађаја у случају отмице враћа бившу аналитичарку Пенелопи Гарсију у јединицу. |                    |                         |                 |                   |                    |
| 326 | 2                  | "Сикаријус"             | Нелсон Мекормик | Брин Фрејзер      | 24. новембар 2022. |
| Када су двојица мушкараца у области Вашингтона побијена пресеченим кичменим мождинама и када се испоставило да су обојица „бикови“ у рогоњаштву, екипа покушава да пронађе убицу. У међувремену, екипа открива да су овај и претходни случај повезани са мрежом серијских убица коју предводи човек по имену „Сикаријус“, а Луисина девојка обавештава екипу да Министарство правде покушава да их распусти. |                    |                         |                 |                   |                    |
| 327 | 3                  | "Мус"                   | Џо Мантења      | Метју Лау         | 1. децембар 2022.  |
| Док ЈАП покушава да пронађе преостале комплете за убијање, покушавају да пронађу бившег војног специјалца за кога верују да планира да детонира запаљиву направу у парку у Вашингтону. Док покушавају да га пронађу, ЈАП долази у сукоб са јединицом ФБИ-ја за домаћи тероризам. |                    |                         |                 |                   |                    |
| 328 | 4                  | "Плаћање по прегледу"   | Адам Родригез   | Кристофер Барбур  | 8. децембар 2022.  |
| Сазнавши да војни специјалац Тајлер Грин није члан мреже већ тајни осветник који покушава да пронађе своју сестру, Луисова и Гарсија покушавају да га убеде да им помогне да пронађу Сикаријуса. Екипа истражује пар провалника у Џермантауну у Мериленду који намамљују обезбеђење у куће са системима за кућну безбедност пре него што приморају власнике кућа да гледају њихова убиства преко безбедносних камера. |                    |                         |                 |                   |                    |
| 329 | 5                  | "Едипове олупине"       | Шарат Раџу      | Џејн А. Ашер      | 15. децембар 2022. |
| Пошто су две жене запослене на владиним пословима у области Вашингтона пронађене мртве са бројним траговима уједа, екипа ради на проналажењу непознатог починиоца. Али пошто су сазнали да је њихов главни осумњичени син истакнуте сенаторке, схватају да би случај могао имати велике политичке импликације. Заменик директора Даг Бејли придружио се истрази јер је једна од жртава била бивша девојка коју је упознао на страници за упознавање владиних службеника. Гарсија и Тајлер Грин долазе у сукоб док траже трагове о Сикаријусу. |                    |                         |                 |                   |                    |
| 330 | 6                  | "Право убеђење"         | Бетани Руни     | Чикодили Агвуна   | 12. јануар 2023.   |
| Последице експлозије прете да окончају случај Сикаријус осим ако екипа не пронађе легитиман разлог да га остави отвореним. Потрага их доводи до затвореника који чека извршење смртне казне. |                    |                         |                 |                   |                    |
| 331 | 7                  | "Оно што нас не побије" | Ејша Тајлер     | Саливен Фицџералд | 19. јануар 2023.   |
| Док екипа наставља да истражује Сикаријуса, морају пронаћи и непознатог починиоца у Харперс Ферију у Западној Вирџинији који је убио једну особу и отео две. Прентисова говори Гарсији да мора да прекине везу са Тајлером, а Луисова разговара са женом пошто се испоставило да њен отети пас Мус има везу са Сикаријусом. |                    |                         |                 |                   |                    |
| 332 | 8                  | "Не заборави ме"        | А.Џ. Кук        | Карлтон Гилеспи   | 26. јануар 2023.   |
| Екипа се приближава проналажењу Сикаријуса пошто је пронађен снимак надзорне камере у продавници гвожђарске робе док истовремено истражује како би недавно преминули мушкарац из Северне Каролине могао бити умешан. Екипа сумња да је нестала агенткиња за некретнине из Индија у Калифорнији Рамона Хејвенер отета од стране Сикаријуса и његовог тамошњег следбеника. |                    |                         |                 |                   |                    |
| 333 | 9                  | "Сећање на смрт"        | Даг Арниокоски  | Брин Фрејзер      | 2. фебруар 2023.   |
| Роси ће учинити све да докаже да је Елијас Војт Сикаријус. Али Војт претвара Росија у свог најгорег непријатеља, доводећи у опасност његову будућност у ЈАП-у. |                    |                         |                 |                   |                    |
| 334 | 10                 | "Ћорсокак"              | Глен Кершо      | Кристофер Барбур  | 9. фебруар 2023.   |
| Како је Роси у Војтовим канџама, он се бори са границама свог техничког знања и психичке снаге. Док ЈАП појачава контролу над Војтом, он открива колико је далеко спреман да иде у свом смртоносном крсташком рату. |                    |                         |                 |                   |                    |

## Продукција

### Развој
У фебруару 2021. године, објављено је да је оживљавање серије Злочиначки умови у раној фази развоја на Paramount+ са планираних 10 епизода. Потврђено је да је серија још увек у развоју у фебруару 2022. Paramount+ је званично наручио серију у јулу 2022. Званични наслов нове серије откривен је у септембру 2022.
У мају 2023. године, CBS Home Entertainment је објавио да ће серија Еволуција бити објављена на Blu-ray и ДВД формату 20. јуна 2023. године, а кућно издање је званично названо „шеснаестом сезоном“ серије уопште.

### Избор глумаца
Већина глумаца главне поставе из претходне сезоне серије се вратила, са изузетком Метјуа Греја Габлера и Данијела Хенија. Дана 4. септембра 2022. године, Џош Стјуарт је потврдио да ће поновити своју улогу Вила Ламонтејна млађег. Дана 9. септембра 2022. године, Зек Гилфорд је добио епизодну улогу.

### Снимање
Снимање је почело у августу 2022. У септембру 2022. године, Џо Мантења је објавио да ће режирати једну епизоду ове сезоне. Касније тог месеца, потврђено је да ће А.Џ. Кук, Ејша Тајлер и Адам Родригез такође режирати по једну епизоду ове сезоне.